# 醉蝶花
醉蝶花（学名：Cleome spinosa）为醉蝶花科白花菜属的植物，分布于全球热带、温带、热带美洲以及中国大陆等地。各大城市常见栽培，全球热带至温带栽培以供观赏，也是一种优良的蜜源植物。

## 植物学特征
醉蝶花的茎叶上有细刺，其种小名即因此而来。其叶互生，为掌状複葉。花色则以粉红色、淡紫色和百色为主，丛生于枝头部位，其花瓣、花萼各4枚，大小大致相同，其柱头及花柱常宿存于线形蒴果上。

## 别名
西洋白花菜（植物学大词典），紫龙须（经济植物手册，广州）

## 异名
- Capparis spinosa auct. non L.

## 外部連結
- 醉蝶花, Baihuacai （页面存档备份，存于） 藥用植物圖像數據庫 (香港浸會大學中醫藥學院) （繁體中文）（英文）
- 醉蝶花特徵與用途 （页面存档备份，存于） 優之花鋪 （繁體中文）